# Rivière de l'Abbé-Huard
Pour les articles homonymes, voir Huard.
Rivière de l'Abbé-Huard est un affluent de la rivière Romaine, de la municipalité régionale de comté (MRC) de la Minganie, dans la région administrative de la Côte-Nord, dans la province de Québec, Canada.
La partie inférieure de la rivière, où elle serpentait à travers des dépôts de sable et de gravier, a été inondée par le réservoir de la Romaine 2.

## Emplacement
La rivière de l'Abbé-Huard, prend sa source dans le lac de l'Abbé Huard dans le territoire non organisé de Lac-Jérôme dans la municipalité régionale de comté de Minganie.
Cette source est située à un peu plus de 100 km au nord de la municipalité de Baie-Johan-Beetz sur la rive nord du Golfe du Saint-Laurent. La rivière est la deuxième branche nord-est de la rivière Romaine. L'embouchure de la rivière, où elle rencontre la rivière Romaine, se trouve également à Lac-Jérôme. Avant l'inondation de la rivière, l'abbé-Huard est entré dans la Romaine au PK 131.

## Nom
Le lac Abbé Huard doit son nom à l'abbé Victor-Alphonse Huard (1853-1929), naturaliste et professeur au séminaire de Chicoutimi. Il a visité la région entre Pessamit et Natashquan 1 en 1895, et a décrit le voyage dans son Labrador et Anticosti (1897). Dans son «Dictionnaire des rivières et lacs de la province de Québec» (1914), Eugène Rouillard souligne que le lac a probablement été nommé d'après l'abbé Huard avant la rivière. Les Innu appellent la rivière «Uauiekamau Hipu», ou «Round Lake River». Les Naskapis appellent la rivière «Umuauk Shipu» ou «Loon River», une traduction littérale du français Rivière Huard.

## Bassin
Le bassin hydrographique couvre 1 025 km2. La rivière coule le long de la zone de contact entre les roches de la anorthosite Suite de Havre-Saint-Pierre au nord et les roches déformées au sud. Une carte des régions écologiques du Québec montre la rivière à la frontière entre les sous-régions 6j-S et 6n-T du sous-domaine est épicéa/mousse.

## Section inondée
La partie inférieure de la rivière Abbé-Huard forme maintenant le bras nord-est du réservoir Romaine-2,. Avant l'inondation du réservoir de la Romaine 2, l'embouchure de la rivière coulait entre des terrasses de sable et de gravier. Ces berges sont généralement passées de 3 à5 m au-dessus du cours d'eau.
Environ 8 km des berges de la rivière ont été soumises à une érosion active, principalement sur les rives concaves. Il y avait un delta bien développé à l'embouchure de la rivière. La température de l'eau à l'embouchure de la rivière où elle pénétrait dans la Romaine variait en moyenne de 0 °C en janvier à 15,7 °C en juillet. La zone inondée était considérée comme ayant un fort potentiel archéologique, mais une enquête n'a trouvé aucun site.